# Władcy Burbonii

## Seniorowie Burbonii (950-1327)
- ok. 870 - ok. 921 : Ademar lub Aimar (pierwszy znany senior Burbonii)
- 950, 953, 954 : Aimon I
- 959 - 990 : Archambaud I, znany jako Archambaud Frank
- 1028–1031 i 1034 : Archambaud II, znany jako Archambaud staryx
- 1034 - ok. 1064 : Archambaud III, znany jako Archambaud Biały/Młody
- ok. 1064–1078 : Archambaud IV, znany jako Archambaud Mocny
- 1078–1096 : Archambaud V, znany jako Archambaud Mądry
- 1096–1116 : Archambaud VI
- 1116 - przed 1120 : Aimon II
- przed 1120–1171 : Archambaud VII
- 1171- po 1227 : Matylda I (Dame de Bourbon)

### Ród de Dampierre
- 1196–1216 : Gwidon II de Dampierre (mąż Matyldy I)
- 1216–1242 : Archambaud VIII, znany jako Archambaud VIII Wielki
- 1242–1249 : Archambaud IX
- 1249–1262 : Matylda II, znana jako Mahaut (Dame de Bourbon)
- 1262–1287 : Agnieszka (Dame de Bourbon)

### Dynastia burgundzka
- 1262–1267 : Jan Burgundzki (mąż Agnieszki)
- 1287–1310 : Beatrycze Burgundzka (Dame de Bourbon)

### Dynastia Kapetyngów
- 1287–1310 : Robert de Clermont (mąż Beatrycze)
- 1310–1327 : Ludwik I (potem książę)

## Książęta Burbonii(1327-1589)

### Dynastia Burbonów
- 1327–1342 : Ludwik I (poprzednio senior)
- 1342–1356 : Piotr I
- 1356–1410 : Ludwik II Dobry
- 1410–1434 : Jan I
- 1434–1456 : Karol I
- 1456–1488 : Jan II
- 1488 : Karol II (abdykował, zmarł 1488)
- 1488–1503 : Piotr II z Beaujeu
- 1503–1521 : Zuzanna

### Linia Burbonów-Montpensier
- 1505–1527 : Karol III

1527 : włączenie do Francji